# Clavulina vinaceocervina
Clavulina vinaceocervina é uma espécie de fungo pertencente à família Clavulinaceae.